# Jeschiwa von Waloschyn

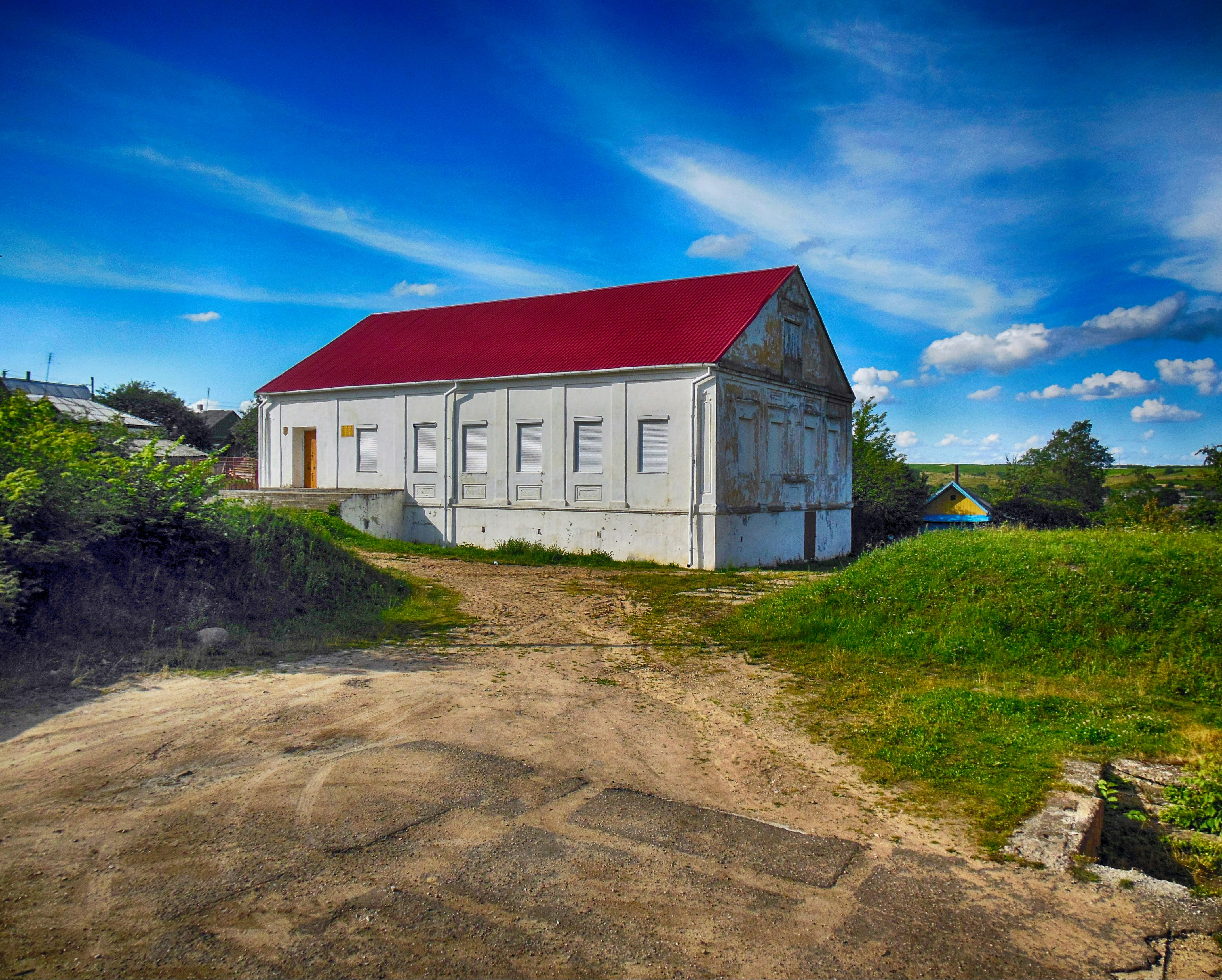
Ehemalige Jeschiwa von Waloschyn

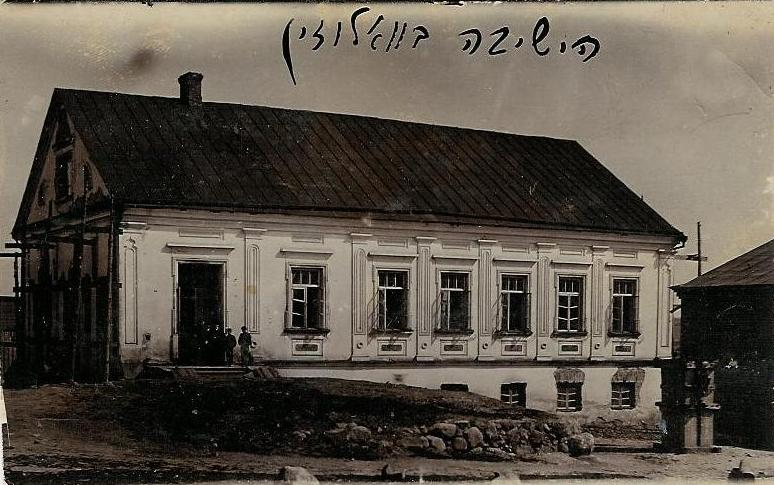
Photographie der Jeschiwa von Waloschyn aus dem 19. Jhd.

Die Jeschiwa von Waloschyn (jiddisch וואלאזשינער ישיבה Woloschiner Jeschiwa, hebräisch ישיבת עץ חיים Jeschiwat Etz Chaim oder einfach ישיבת וולוז'ין Jeschiwat Waloschin, englisch Volozhin Yeshiva) war eine im Jahre 1803 von Chajim ben Isaak Woloszyner in Waloschyn, heute in Belarus, gegründete jüdische Lehranstalt (Jeschiwa) für Knaben und junge Männer, die sich dem Studium der traditionellen religiösen jüdischen Texte, besonders der Tora und dem Talmud, widmeten. Zu Ehren ihres Begründers wurde sie nach dessen Tod Jeschiwa Ez Chajim genannt. Ursprünglich als Reaktion auf die Ausbreitung des Chassidismus gegründet, wurde sie zum Modell für die osteuropäischen Jeschiwot im 19. und 20. Jahrhundert und begründete die litauisch-jüdische Gelehrsamkeit und ihren Ruf. Zu ihren bekannten Absolventen zählt Abraham Harkavy.
Die Jeschiwa nahm ihren Betrieb mit 10 Schülern auf, nach zehn Jahren zählte sie bereits 100 Schüler, deren Zahl bis in die 1880er Jahre auf 400 anstieg. Die Schüler, meist Jugendliche, lebten von ihren Eltern getrennt, von der Außenwelt weitgehend abgeschnitten und wurden finanziell von der Jeschiwa unterstützt. Sie wurden von Gelehrten ausschließlich in den religiösen jüdischen Traditionen unterrichtet, ein Unterricht über säkulare Themen wurde nicht erteilt und der Gebrauch der Landessprache nicht erlaubt.
Die Jeschiwa wurde von den russischen Behörden mehrmals geschlossen, konnte ihren Betrieb jedoch jeweils wieder aufnehmen. Beim Einmarsch der Deutschen in Waloschyn im Jahr 1941 zählte die Jeschiwa noch 64 Schüler. Einige von ihnen konnten sich in die Wälder retten und schlossen sich den Partisanen oder der Roten Armee an, die meisten wurden jedoch von den Deutschen umgebracht.